# Gorice (Dragalić)
Gorice is een plaats in de gemeente Dragalić in de Kroatische provincie Brod-Posavina. De plaats telt 166 inwoners (2001).